# اللیث بن الفضل
اللیث بن الفضل (عربی: الليث بن الفضل الأبيوردي) فرمانروای مصر و حاکم سیستان در دوران خلافت عباسی بود.